# Opticks

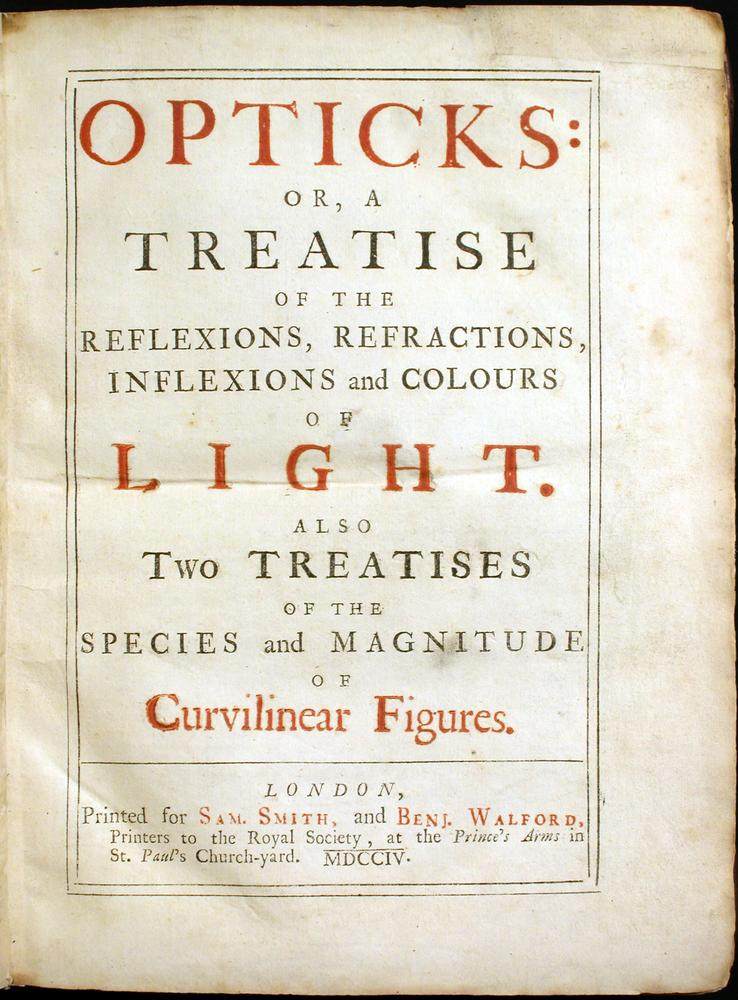
Ấn bản đầu tiên của Quang học: hay một khảo luận về phản xạ, khúc xạ, nhiễu xạ và màu sắc của ánh sáng.

Opticks là một cuốn sách bằng tiếng Anh của nhà triết học tự nhiên Isaac Newton xuất bản vào năm 1704. (Bản dịch tiếng Latinh có mặt vào năm 1706.) Sách phân tích bản chất của ánh sáng qua các phương thức về sự khúc xạ bằng thấu kính và lăng kính, sự nhiễu xạ nhờ các tấm kính khép gần với nhau, và các biểu hiện hòa trộn màu sắc với quang phổ hoặc bột nhuộm. Là tác phẩm chính thứ hai của Newton về khoa học vật lý, Opticks được xem là một trong những công trình vĩ đại trong lịch sử khoa học.